# Gras
Gras är en kommun i departementet Ardèche i regionen Auvergne-Rhône-Alpes i sydöstra Frankrike. Kommunen ligger  i kantonen Bourg-Saint-Andéol som ligger i arrondissementet Privas. År 2022 hade Gras 588 invånare.

## Befolkningsutveckling
Antalet invånare i kommunen Gras
Referens: INSEE